# جدمان (النادرة)

تعديل مصدري - تعديل

جدمان هي إحدى قرى عزلة الفجرة بمديرية النادرة التابعة لمحافظة إب، بلغ تعداد سكانها 284 نسمة حسب تعداد اليمن لعام 2004.